# Binkermolen
De Binkermolen is een watermolen op de Abeek, die zich bevindt aan de Binkermolenstraat 1 te Reppel. Het is een middenslagmolen.
De molen werd voor het eerst vermeld in 1437 en fungeerde aanvankelijk als oliemolen. Later werd het een korenmolen. Het was de banmolen van de Heer van Gerdingen.
Reeds in 1845 werd de molen afgebeeld als een langgerekt gebouw. Het huidige stenen gebouw, uit 1906, heeft eenzelfde langgerekt grondplan.
De molen en zijn omgeving kreeg in 1995 een beschermde status.
In de nabijheid van de molen bevindt zich het natuurgebied Reppelerbemden.
- Inventaris van het Bouwkundig Erfgoed (Vlaanderen): 70764